# Guido Ernst

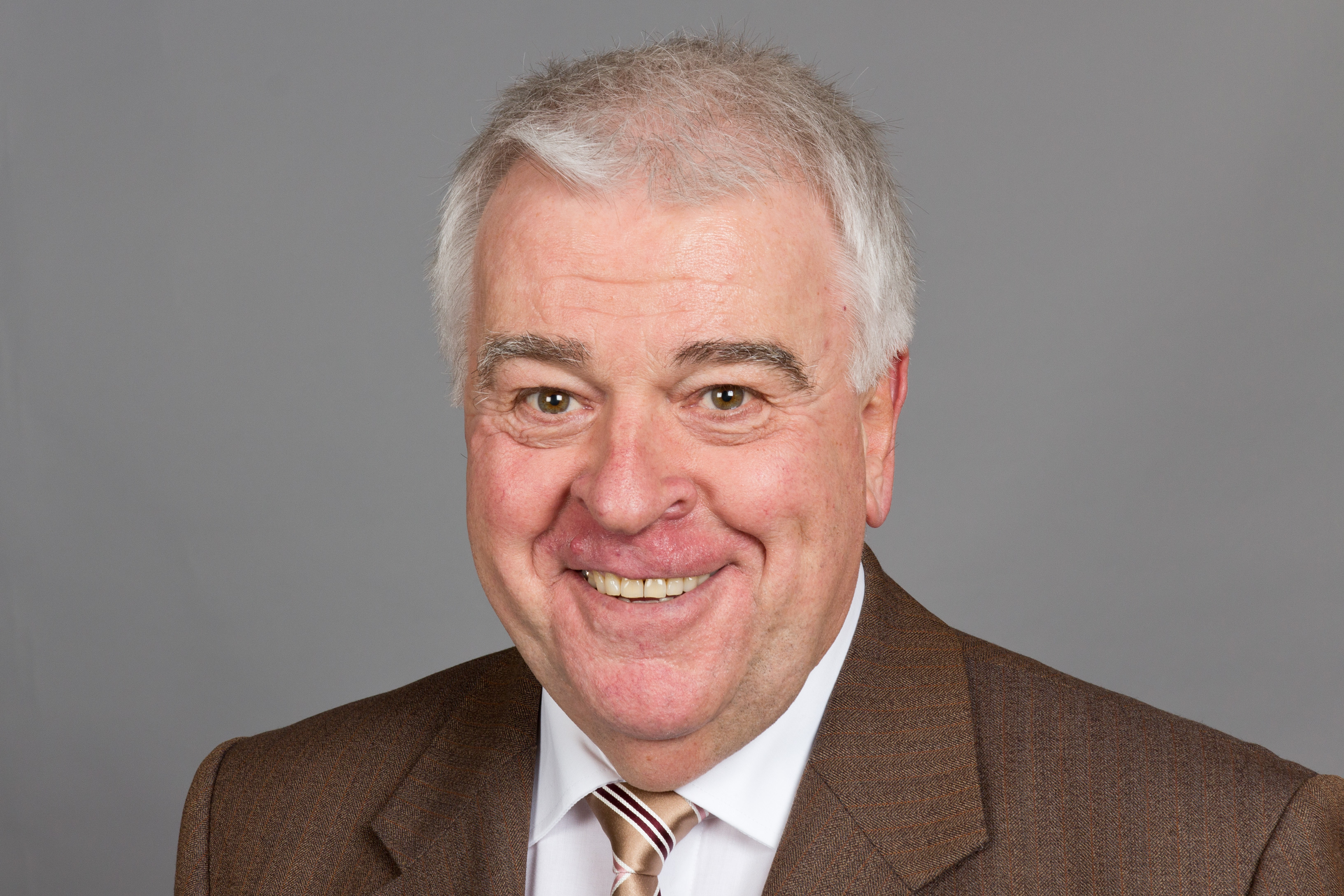
Guido Ernst (2014)

Guido Ernst (* 9. November 1950 in Andernach) ist ein deutscher Politiker (CDU).

## Leben und Wirken
Nach dem Abitur 1970 studierte Ernst Sport und Geographie. 1978 legte er das Erste und 1979 das Zweite Staatsexamen für das Lehramt an Gymnasien ab. Von 1980 bis 1990 war er als Gymnasiallehrer für die Fächer Sport und Erdkunde am Are-Gymnasium Bad Neuenahr-Ahrweiler und im Anschluss bis 1996 am Rhein-Wied-Gymnasium in Neuwied tätig, zuletzt als Oberstudienrat.
Seit Mai 2004 ist er 1. Vorsitzender des Sportvereins SG Bad Breisig. Ernst ist verheiratet und hat zwei Kinder.

## Politik
Ernst trat 1983 in die CDU ein und war von 1990 bis 2008 Vorsitzender des CDU-Ortsverbandes Bad Breisig. Von 1990 bis 2003 war er zunächst stellvertretender Vorsitzender und danach bis 2011 Vorsitzender des CDU-Kreisverbandes Ahrweiler. Des Weiteren war er von 1996 bis 2009 Mitglied des Bezirksvorstandes der CDU Koblenz-Montabaur.
Ernst begann seine Laufbahn in der Kommunalpolitik. Er ist seit 1989 Mitglied des Verbandsgemeinderates Bad Breisig und Mitglied im Stadtrat von Bad Breisig. Im Breisiger Stadtrat war er von 1989 bis 2009 CDU-Fraktionsvorsitzender. Seit 1994 ist er Mitglied im Kreistag des Landkreises Ahrweiler, von 1994 bis 2009 war er stellvertretender Vorsitzender der CDU-Kreistagsfraktion.
Bei den Landtagswahlen 1996, 2001, 2006, 2011 und 2016 wurde Ernst jeweils als Abgeordneter in den Rheinland-Pfälzischen Landtag gewählt. In allen Wahlperioden gewann er das Direktmandat im Wahlkreis 13 (Remagen-Sinzig). Im Parlament war er von 1996 bis 2001 stellvertretender Vorsitzender des Ausschusses für Bildung, Wissenschaft und Weiterbildung, von 1996 bis 2011 Mitglied des Petitionsausschusses und von 2006 bis 2011 Vorsitzender des Ausschusses für Medien und Multimedia sowie Mitglied des Innenausschusses. Ab 2011 war er Vorsitzender des Ausschusses für Bildung und ab 2016 Mitglied des Ausschusses für Europafragen und Eine Welt. Ernst kandidierte bei der Wahl zum 18. Landtag von Rheinland-Pfalz nicht erneut.